# Edizioni critiche e scientifiche
Le edizioni critiche e scientifiche sono quelle particolari edizioni in cui il testo originale di opere antiche viene ricostruito con particolare rigore filologico detta appunto edizione critica.
Le opere dell'antichità ci sono pervenute specialmente in base a tradizioni manoscritte. Le opere erano trascritte negli scriptoria medioevali, in genere presso abbazie, il più delle volte da amanuensi poco dotti che spesso erravano nella lettura dei testi. Una delle regole infatti per ricostruire il testo originario è lectio difficilior, di preferire la lezione più difficile in quanto il copista di solito era portato a semplificare le parole da lui non comprese.
Nell'operare la ricostruzione del testo, il filologo ricostruisce dapprima lo stemma codicum descrivendo con esso le linee di trasmissione del testo riconosciute in genere in base alle varianti del testo esistenti.
Le regole elaborate dalla tradizione filologica negli ultimi due secoli hanno creato strumenti molto efficaci come il Metodo di Lachmann.

## Protezione legale
La protezione del lavoro di coloro che si impegnavano nel ricostruire le edizioni critiche era nel passato misconosciuta. Ci si trova di fronte ad un'attività compiuta su testi dell'antichità, per definizione di pubblico dominio.
Il caso è ora regolato dal Decreto Legislativo 26 maggio 1997, n. 154 Attuazione della direttiva 93/98/CEE concernente l'armonizzazione della durata di protezione del diritto d'autore e di alcuni diritti connessi.
L'attuale legge italiana attribuisce, perciò, un'autonoma protezione al diritto del curatore di un'edizione critica o scientifica. Anziché considerarlo, però un nuovo diritto d'autore vigente fino a 70 anni dopo la morte dell'autore, si è scelta una forma di protezione minore in quanto durante solo 20 anni dall'edizione dell'opera.
Indipendentemente dagli accordi economici sottostanti al curatore spetta il diritto morale di essere indicato come autore del suo apporto critico.